# Hipolit Wójcicki

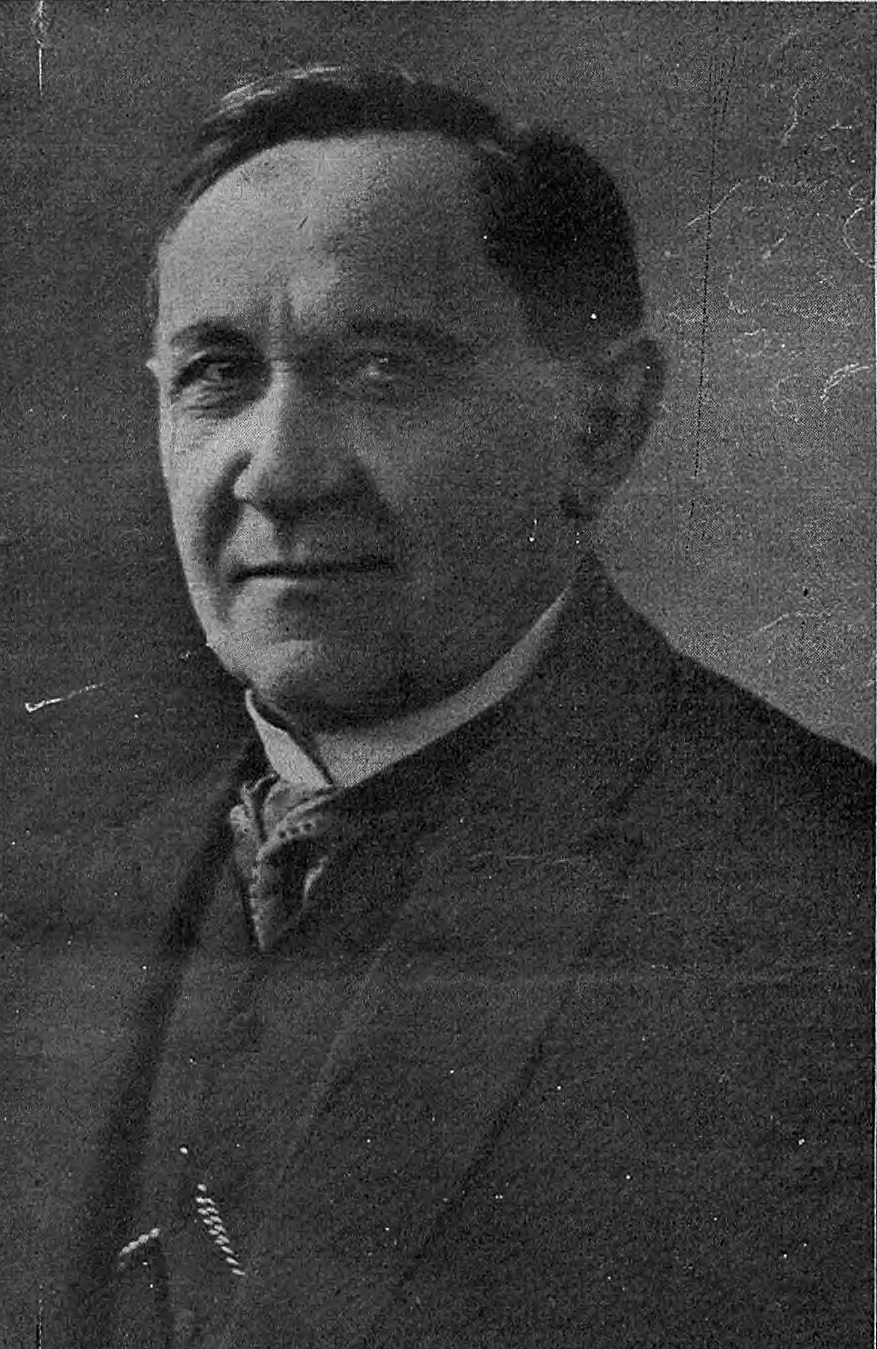
Hipolit Wójcicki

Hipolit Wójcicki (ur. 15 sierpnia 1849 w Warszawie, zm. 24 kwietnia 1914 w Krakowie) – polski aktor teatralny, dyrektor teatrów prowincjonalnych.

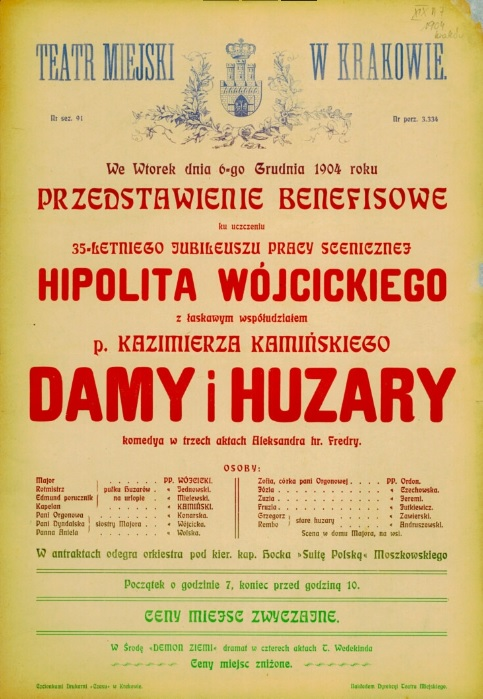
Afisz: przedstawienie benefisowe Hipolita Wójcickiego

## Wczesne lata
Uczęszczał do gimnazjów w Warszawie i Radomiu. Był uczniem Jana Chęcińskiego.

## Kariera aktorska
Od 1869 r. występował w zespołach teatrów prowincjonalnych m.in.: Henryka Modzelewskiego (1869), Lucjana Ortyńskiego (1869), Feliksa Leona Stobińskiego (1870-1871), Feliksa Ratajewicza (1872-1874), Mieczysława Krauzego (1875-1876) i Józefa Rybackiego (1876-1877), a także w warszawskich teatrach ogródkowych: „Alhambra”, „Cassino” i „Alkazar”. Od 1882 r. do końca życia był członkiem zespołu teatru krakowskiego, uczestnicząc często w występach objazdowych. Od 1893 r. pełnił także funkcję sekretarza teatru krakowskiego. W 1904 r. obchodził jubileusz trzydziestopięciolecia pracy artystycznej w roli majora (Damy i huzary). Do innych ważnych ról należą: Michał Lagen (Dożywocie), Makary (Gwałtu, co się dzieje!), Ojciec (Wesele) oraz Dziszewski (Radcy pana radcy).

## Zarządzanie zespołami teatralnymi
W 1877 r. wspólnie z Bolesławem Kremskim zorganizował zespół teatralny, wraz z którym dawał przedstawienia na prowincji, m.in. w: Płocku, Lipnie, Włocławku, Ciechocinku, Łowiczu, Kutnie, Radomiu, Łęcznej, Łomży, Suwałkach, Siedlcach i Lublinie. Spółka została rozwiązana w 1880 r. W latach 1881–1882 Hipolit Wójcicki prowadził zespół samodzielnie.

## Życie prywatne
Jego żoną była aktorka Józefa z Sochaczewskich. Ich córką była Zofia Wójcicka-Chylewska.